# 서울 도선사 청동 종 및 일괄 유물
도선사 청동 종 및 일괄 유물(道詵寺 靑銅 鐘 및 一括遺物)은 서울특별시 강북구 우이동 도선사에 있는 삼국시대의 유물이다. 2008년 5월 8일 서울특별시의 유형문화재 제259호로 지정되었다.

## 개요
1972년에 청담대종사의 사리탑 및 사리탑비·사적비 등을 조성하기 위해 사리탑 부지를 터파기할 때 고려 범종 1점을 비롯한 청동시(靑銅匙) 5점, 청동저(靑銅箸) 1짝, 청동국자 2점, 동경 1점, 동전 1점이 일괄로 출토되었으며, 현재 청담기념관에 보관중이다. 출토지가 분명한 이 유물들은 전형적인 고려시대 금속공예품과 조선시대 상평통보(常平通寶), 그리고 일본 에도시대 동경이 서로 섞여 있는데 이는 사리탑 부지가 오랜 기간 존속된 건물지임을 증명해주고 있다.

## 참고 문헌
- 도선사 청동 종 및 일괄 유물 - 국가유산청 국가유산포털